# Cai Huikang
Cai Huikang (chiń. 蔡慧康, ur. 10 października 1989 w Szanghaju) – chiński piłkarz grający na pozycji defensywnego pomocnika. Od 2006 jest zawodnikiem klubu Shanghai SIPG.

## Kariera piłkarska
Swoją karierę piłkarską Cai Huikang rozpoczął w akademii piłkarskiej o nazwie Genbao Footall Academy. W 2006 roku przeszedł do klubu Shanghai Dongya, który w 2015 roku zmienił nazwę na Shanghai SIPG. W tamtym roku zadebiutował w jego barwach w rozgrywkach League Two. W 2007 roku sięgnął po tytuł mistrza League Two i awansował z Shanghai Dongya do League One. Z kolei w 2012 roku wywalczył ze swoim klubem mistrzostwo League One i wywalczył tym samym awans do Super League. W Super League swój debiut zaliczył 8 marca 2013 w przegranym 1:4 wyjazdowym meczu z Beijing Guo’an. W sezonie 2015 wywalczył wicemistrzostwo Chin.
| Sezon | Klub            | Kraj  | Rozgrywki    | Mecze | Gole |
| ----- | --------------- | ----- | ------------ | ----- | ---- |
| 2006  | Shanghai Dongya | Chiny | League Two   | ?     | ?    |
| 2007  | Shanghai Dongya | Chiny | League Two   | ?     | ?    |
| 2008  | Shanghai Dongya | Chiny | League One   | 24    | 4    |
| 2009  | Shanghai Dongya | Chiny | League One   | 22    | 6    |
| 2010  | Shanghai Dongya | Chiny | League One   | 23    | 10   |
| 2011  | Shanghai Dongya | Chiny | League One   | 25    | 12   |
| 2012  | Shanghai Dongya | Chiny | League One   | 30    | 17   |
| 2013  | Shanghai Dongya | Chiny | Super League | 27    | 15   |
| 2014  | Shanghai Dongya | Chiny | Super League | 28    | 12   |
| 2015  | Shanghai SIPG   | Chiny | Super League | 30    | 14   |
| 2016  | Shanghai SIPG   | Chiny | Super League |       |      |

## Kariera reprezentacyjna
W reprezentacji Chin Cai Huikang zadebiutował 18 czerwca 2014 roku w wygranym 2:0 towarzyskim meczu z Macedonią. W 2015 roku został powołany do kadry Chin na Puchar Azji 2015. Zagrał na nim w dwóch meczach: grupowym z Koreą Północną (2:1) i ćwierćfinałowym z Australią (0:2).